# Майнісберг
Майнісберг (нім. Meinisberg) — громада  в Швейцарії в кантоні Берн, адміністративний округ Біль.

## Географія
Громада розташована на відстані близько 25 км на північ від Берна.
Майнісберг має площу 4,4 км², з яких на 15,1% дозволяється будівництво (житлове та будівництво доріг), 54% використовуються в сільськогосподарських цілях, 25,2% зайнято лісами, 5,7% не є продуктивними (річки, льодовики або гори).

## Демографія
2019 року в громаді мешкало 1298 осіб (+2,1% порівняно з 2010 роком), іноземців було 10,7%. Густота населення становила 296 осіб/км².
За віковим діапазоном населення розподілялося таким чином: 22,9% — особи молодші 20 років, 55,2% — особи у віці 20—64 років, 22% — особи у віці 65 років та старші. Було 544 помешкань (у середньому 2,3 особи в помешканні).
Із загальної кількості 237 працюючих 27 було зайнятих в первинному секторі, 47 — в обробній промисловості, 163 — в галузі послуг.